# نيلسون بيترسون
نيلسون بيترسون (بالإنجليزية: Nelson Peterson)‏ هو لاعب كرة قدم أمريكية أمريكي، ولد في 22 سبتمبر 1913 في ويستون في الولايات المتحدة، وتوفي في 4 ديسمبر 1990.

## وصلات خارجية
- نيلسون بيترسون على موقع مرجع كرة القدم المحترفة.كوم (الإنجليزية)